# Ölflecktheorem
Das Ölflecktheorem (auch Ölflecktheorie) ist eine ökonomische These über die Wirkung von staatlichen Eingriffen in einen Markt. Sie besagt, dass ein einzelner staatlicher Ersteingriff in den Wirtschaftsprozess sich immer weiter ausdehnende Folgeeingriffe in das Wirtschaftssystem und letztlich eine Interventionsspirale nach sich zieht.

## Begriffsentstehung
Die Idee, dass sich ein einzelner Eingriff in das Preisgefüge über andere Märkte ausbreitet, wurde bereits 1929 von Ludwig von Mises in Kritik des Interventionismus beschrieben; das Wort „Ölfleck“ selbst wird dort jedoch nicht verwendet.
Auch Walter Eucken beschreibt das Phänomen sich ausweitender staatlicher Eingriffe; auch er gebraucht das Wort selbst jedoch nicht.
Mit wechselnden Angaben zum Autor wird das Wort im deutschen Wirtschaftsjournalismus gelegentlich gebraucht.

## Beispiele

### Höchstpreise für den Mietzins („Mietpreisbremse“)
Die von der Ölflecktheorie vorhergesagten Folgen können beispielhaft für Preiseingriffe bei Wohnungsmieten aufgezeigt werden: Werden, beispielsweise als Maßnahme der Sozialpolitik, Höchstpreise für den Mietzins festgelegt (Ersteingriff), sinkt kurzfristig der Preis für vermieteten Wohnraum relativ zu anderen Gütern. Nach den Gesetzen von Angebot und Nachfrage vermindert dies den Anreiz für potenzielle Vermieter, Wohnraum zu vermieten; weiterhin sänke der Anreiz, neue Häuser zu bauen oder bereits vermietete Häuser zu renovieren. Mittelfristig verknappe sich dadurch der Wohnraum. Das Ziel der Regierung, billigen Wohnraum zu schaffen, würde verfehlt.
Gemäß der Ölflecktheorie wird nun der Staat erneut eingreifen und durch Subventionen die Produktion von Wohnraum erhöhen. Außerdem sei der Wohnraum nun gegebenenfalls so knapp, dass er verteilt werden müsse; dies geschähe beispielsweise durch Rationierung über den Staat – was die Korruption begünstige. Werden Wohnungen weiterhin privat vermittelt, würden die potenziellen Mieter illegal mehr bezahlen, um den Vermieter zu überzeugen, da Mieten nicht mehr als Marktpreise fungieren. Die Signalfunktion des Preises als Indikator für Knappheit ginge verloren. Andere Faktoren wie illegale Geldzahlungen, Aussehen, Gefälligkeiten, Freundschaften, religiöse Anschauung etc. spielten eine stärkere Rolle.

### Mindestpreise für Weizen
Weiterhin müsse der Staat zur Absicherung seiner Maßnahmen mögliche Ausweichhandlungen vorhersehen. Werden zum Beispiel Weizenproduzenten durch Mindestpreise geschützt, der Weizenpreis also künstlich hoch gehalten, wirke sich dies auf den Markt für Roggen oder Hafer aus, da dort die Nachfrage (nach nun relativ billigerem Getreide) steige. Auf dem Markt für Weizen entstehe hingegen ein Überangebot, welches nicht durch Marktkräfte abgebaut werden könne und deshalb zu weiteren staatlichen Eingriffen führe.